# Bastion (fort reditowy) V „Lubicz”
Bastion V „Lubicz” – jeden z fortów Twierdzy Kraków. Pierwotnie standardowy fort reditowy z 1861–1866. Bliźniaczy do Bastionu III „Kleparz”.
Narys bastionu z centralną reditą i fosą klasyczną z kaponierami.
Około roku 1888 miała miejsce modernizacja obiektu z wykonaniem poprzecznic na wale. Po 1907 r. dobudowano koszary artylerii. W latach II wojny światowej zabudowania fortu pełniły rolę magazynów. Fort został częściowo zburzony i zniwelowany, a następnie zasypany ziemią w 1950 r.
Obecnie w miejscu bastionu znajduje się Rondo Mogilskie. Ruiny bastionu odkopano i wyeksponowano przy okazji gruntownej przebudowy ronda. Ostatecznie prace konserwatorskie przy ruinach zakończyły się w grudniu 2008 r.

## Galeria

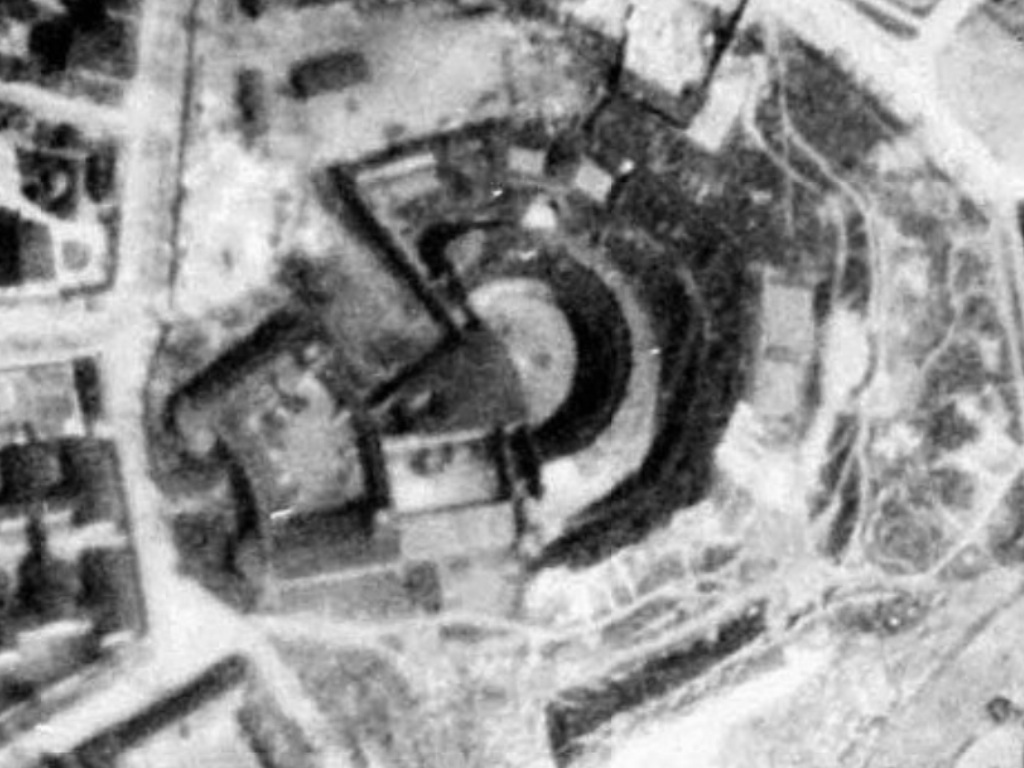
Fort Lubicz na zdjęciu lotniczym z 1944 roku
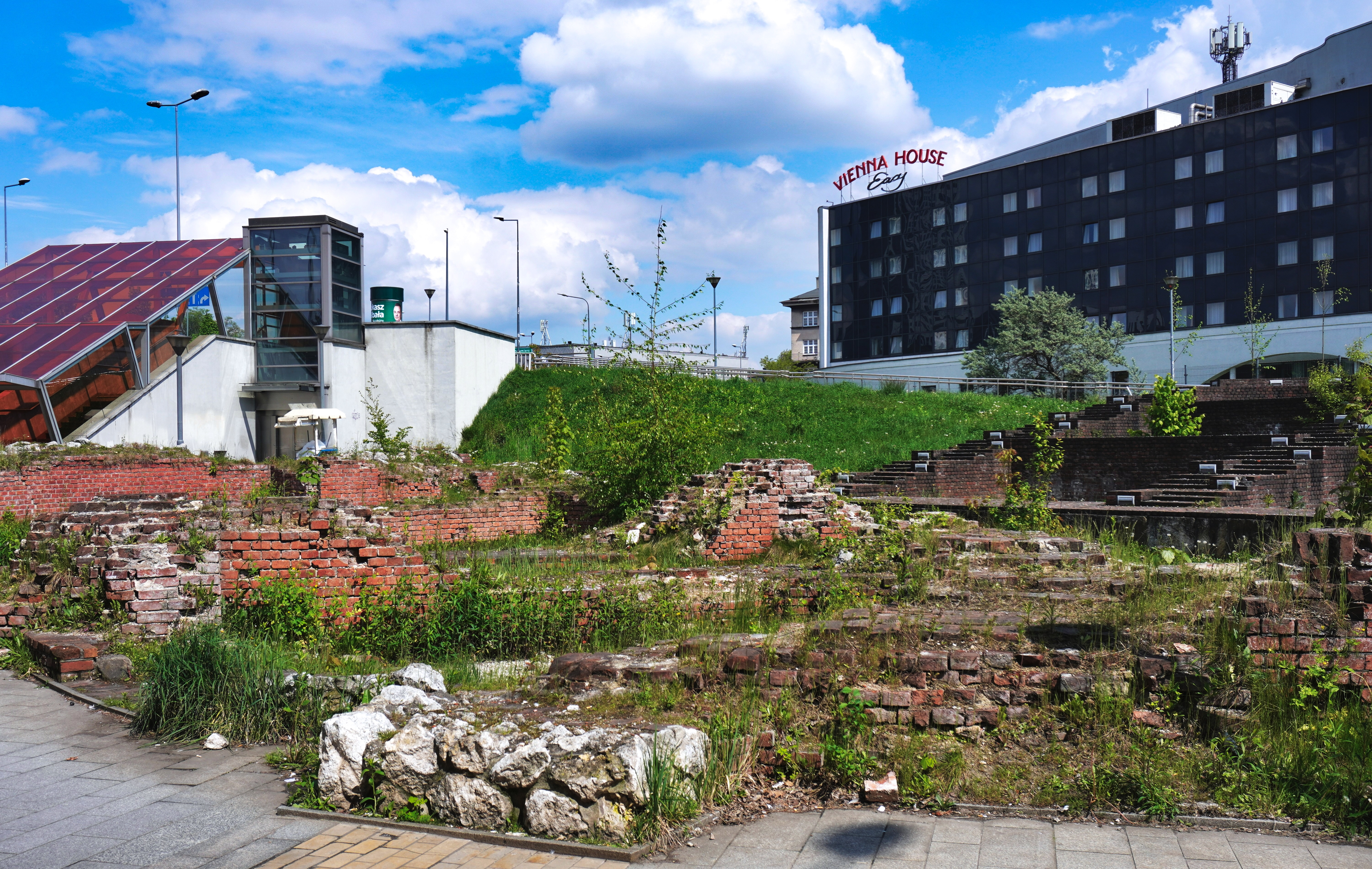
Relikty bastionu po południowej stronie Ronda Mogilskiego
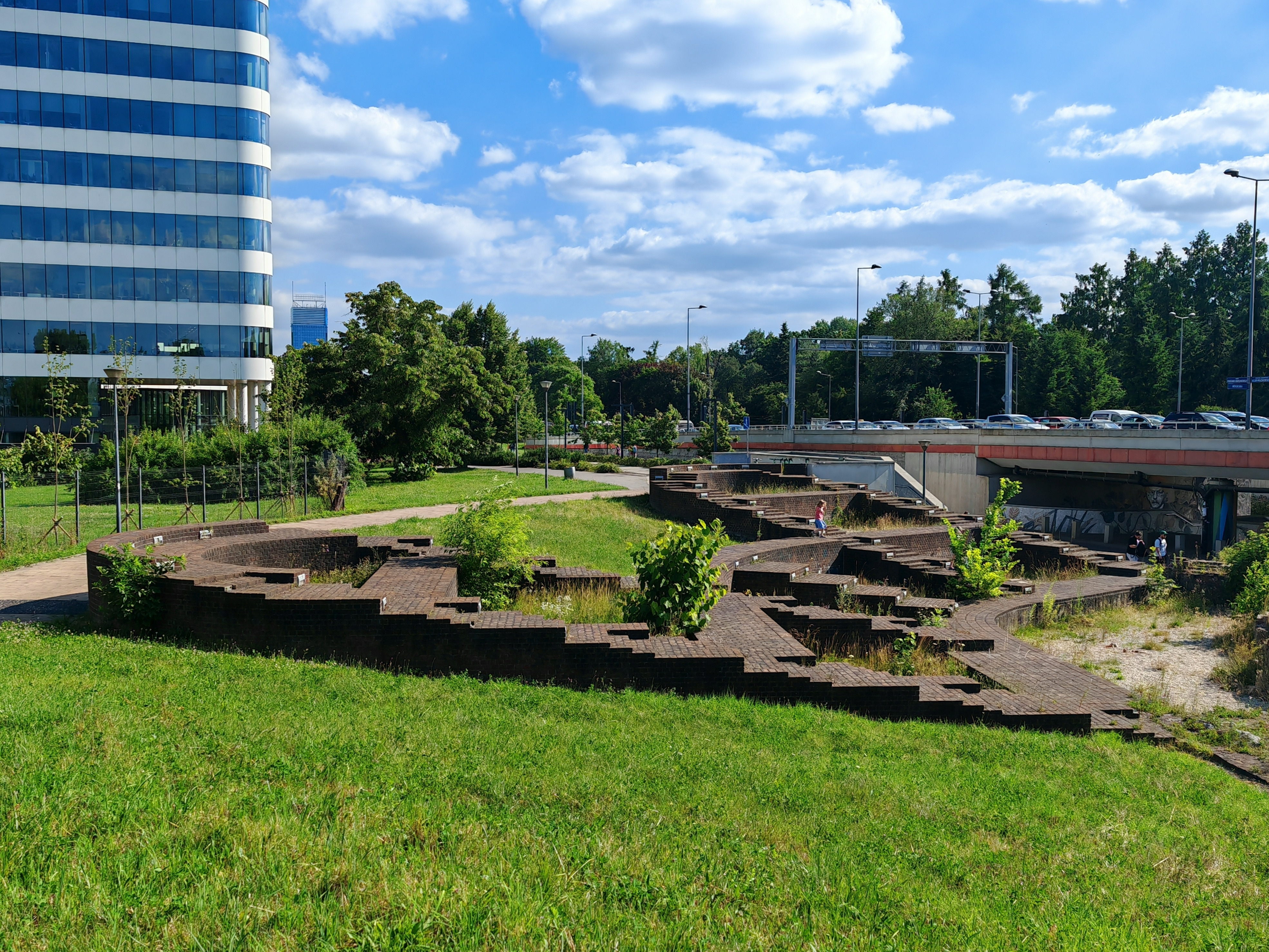
Relikty bastionu po południowej stronie Ronda Mogilskiego